# Gmina Åre
Gmina Åre (szw. Åre kommun) – gmina w Szwecji, w regionie Jämtland, siedzibą jej władz jest Järpen.
Pod względem zaludnienia Åre jest 220. gminą w Szwecji. Zamieszkuje ją 9821 osób, z czego 49.06% to kobiety (4818) i 50,94% to mężczyźni (5003). W gminie zameldowanych jest 277 cudzoziemców. Na każdy kilometr kwadratowy przypada 1,34 mieszkańca. Pod względem wielkości gmina zajmuje 11. miejsce.